# David Courpasson
David Courpasson est un sociologue français et professeur à l'EMLYON Business School (anciennement École de management de Lyon) à Lyon.
Il est l'auteur de plusieurs ouvrages et articles publiés dans des revues académiques. Il publie régulièrement des tribunes sur la Harvard Business Review France et a été Éditeur en Chef de la revue académique Organization Studies de 2008 à 2013.

## Pouvoir et organisation
David Courpasson est reconnu pour ses études sur le travail des cadres et managers. En particulier ses travaux portent sur l’étude du pouvoir dans les organisations et sur les contraintes qui pèsent sur les travailleurs, notamment les cadres,.

## Principales publications

### Ouvrages
- David Courpasson, Jean-Claude Thoenig (2008) Quand les cadres se rebellent; Vuibert[9]
- David Courpasson, Stewart Clegg, Philipps Nelson (2006) Power and Organizations; Sage Publications.
- David Courpasson (2000) L'action contrainte: organisations libérales et domination; Presses Universitaires de France[10] ,[11]

### Articles académiques
- Courpasson David (2013), On the Erosion of Passionate Scholarship, Organization Studies, 34 (9).
- Marti Ignasi, Courpasson David, Barbosa Saulo (2013). "Living in the Fishbowl" : Generating an entrepreneurial culture in a local community in Argentina, Journal of Business Venturing, 28 (1).
- Courpasson David, Dany Françoise, Clegg Stewart (2012), Resisters at work : Generating productive resistance in the workplace"", Organization Science, 23 (3).
- Courpasson David, Clegg Stewart (2004), Political Hybrids: Tocquevillean views on project organizations, Journal of Management Studies, 41 (4).
- Courpasson David, Dany Françoise (2003), Indifference or Obedience? Business Firms as democratic hybrids, Organization Studies, 24 (8).